# سایه قلب‌ها: پیمان
سایه قلب‌ها: پیمان (به انگلیسی: Shadow Hearts: Covenant) یک بازی ویدئویی به سبک نقش‌آفرینی است که توسط ناتیلوس توسعه یافته و به‌وسیلهٔ آروز در سال ۲۰۰۴ در کشور ژاپن، و توسط میدوی گیمز در سایر کشورها و به‌طور انحصاری برای کنسول پلی‌استیشن ۲ منتشر شده‌است. این بازی مستقیماً ادامهٔ سایه قلب‌ها و دومین بازی رسمی در مجموعه بازی‌های سایه قلب‌ها بود. داستان بازی یک سال و نیم بعد از سایه قلب‌ها در بین جنگ جهانی اول آغاز می‌شود. تمرکز داستان بر روی کَرین کونیگ، ستوان ارتش آلمان است که در عمل جن‌گیری مردی به نام یوری هیوگا دست دارد؛ فردی که توانایی تبدیل شدن به دیو را دارد. اما کرین زمانی که از نیت دلسوزانه یوری با خبر شد، تصمیم گرفت همراه او به اکتشاف بپردازد تا او را برای رهایی از افسون درون وجودش یاری کند. سایه قلب‌ها: پیمان بر خلاف معمول، شامل دو عدد دیسک دی‌وی‌دی بود، که بر طبق گفتهٔ سازنده‌ها، دارای بیش از چهل ساعت گیم‌پلی است.
این بازی همچنین با نام سایه قلب‌ها ۲ (به ژاپنی: シャドウハーツII Shadō Hātsu Tsū) نیز شناخته می‌شود. این عنوانی است که در داخل بازی نیز از آن استفاده می‌شود. نام «سایه قلب‌ها: پیمان» فقط بر روی بسته‌بندی‌ها و تبلیغات آمریکایی و اروپایی استفاده می‌شود. با توجه به پیشرفت‌های انجام شده در سیستم بازی، سایه قلب‌ها: پیمان با واکنش‌های مثبتی از نشریات بازی‌های ویدئویی همراه بود.

## روند بازی
سایه قلب‌ها: پیمان یک بازی ویدئویی نقش‌آفرینی با روش مبارزه گردشی میان شخصیت‌های انتخاب شده در گروه است. حلقه داوری سایه قلب‌ها با پیشرفت‌ها و تغییرات فراوان در این نسخه نیز بازگشته است. همچنین مبارزات به سبب انواع مختلفی از حمله‌ها و ضربات ترکیبی بسیار گسترده‌تر شده‌است.
در سایه قلب‌ها: پیمان بازیباز قادر است به‌طور دلخواه حلقه داوری را برحسب کارایی با معرفی دو حلقه جدید: پهن کردن ناحیه اصابت و پهن کردن ضربه، بر حسب چیزی که بازیباز می‌خواهد بازی را برای دشوارتر یا راحت‌تر سازد.
چندین نوع حلقه جدید نیز برای بازیبازهای مختلف فراهم گردید، حلقه تمرینی برای تازه‌کارها، حلقه معمولی برای غیر حرفه‌ای‌ها، حلقه فنی برای کهنه‌کاران و حلقه خودکار برای بازیبازهای که تنبل هستند و نمی‌توانند بر روی حلقه داوری هدف بگیرند. بازیباز همچنین می‌تواند خود را به اقلام مختلف حلقه برای اضافه کردن تأثیراتی در حملات فیزیکی شخصیت مانند سمی و فلج کردن مجهز کند.
سایه قلب‌ها: پیمان همچنین شامل کلاس‌های ضربه است که با حملات فیزیکی و جادویی در ارتباط است. این کلاس‌ها شامل: استاندارد، ضربه قوی، زاویه بالا و زدن به زمین است. با در نظر گرفتن «وزن» هیولاهای حریف، بازیکن با به هم پیوستن ضربات ترکیبی قادر خواهد بود آسیب بیشتری به آن‌ها برساند.

## داستان
شهر دومرمی سرسختانه در مقابل اشغال آلمان‌ها در اوایل جنگ جهانی اول مقاومت می‌کرد که آن را باید متشکر از شیطانی باشد که به نظر می‌رسید از آنجا محافظت می‌کند. یکی از افسران نیروی زمینی آلمان به نام کرین کونیگ همراه با شخصی به نام نیکولاس کنراد، که می‌گفتند یک تفتیش دهنده عقاید است به آن شهر فرستاده شدند تا به وسیلهٔ دارواش مقدس این شیطان را از آنجا فراری دهند. اما شیطان شهر دومرمی همان یوری بود. نیکولاس به وسیله دارواش مقدس یوری را طلسم کرد که سبب از بین رفتن قدرت و ضعیف شدن او شد. بعد از این ماجرا معلوم شد نیکولای عضوی یک حزب جادوگری به نام ساپیئنتس گلادیئو است که هدف آن‌ها حکمرانی بر این جهان توسط جادوی سیاه است.
کرین که به یوری علاقه‌مند شده بود توانست توسط ژپتو و بلانکا که مقیم آن شهر بودند، از آنجا فرار کنند و به سمت اروپا حرکت کردند.

## شخصیت‌ها

یوری

- یوری هیوگا (به انگلیسی: Yuri Hyuga) بعد از شکست آلبرت سایمون و خدایی که احضار کرده بود تا جهان را نابود سازد، انجمن سری به او لقب «قاتل خدا»[پانویس ۵] را داد. یوری به دنبال خشنودی می‌گشت و قصم خورده بود انتقام مرگ عشق خود، آلیس اِلیئوت[پانویس ۶] را بگیرد. او در دومرمی[پانویس ۷] شکست می‌خورد و توسط دارواش مقدس[پانویس ۸] نفرین می‌شود. یوری در کنار کوراندو و یواخیم، یکی از شخصیت‌هایی است که می‌تواند پنج نقطه ضربه داشته باشد. او بالاترین اِس‌پی[پانویس ۹] را در گروه دارا می‌باشد.
- کَرین (به انگلیسی: Karin Koenig) یک افسر در ارتش آلمان، که به فرمان ژنرال هیمن رهبر پادگان در لوکزامبورگ دستور تسخیر روستای دومرمی را داشت. جنگ با شکست مواجه شد، اما کرین آخرین بازمانده آن بود. کرین برای اولین بار با یوری در کلیسایی واقع در دومرمی مواجه شد، هنگامی که یوری جان او را از یک نارنجک سرگردان نجات داد. او از شمشیر استفاده می‌کند به ویژه از رپیئر. او از قدرتی یکسان بین نیروی فیزیکی و جادویی برخوردار است. کرین هیچ نقطه ضعف و قدرتی ندارد.
- ژپتو (به انگلیسی: Gepetto) یک خیمه‌شب‌باز، بازنشسته که شهرت خود را در تماشاخانه‌های پاریس بدست آورده بود. او هم‌اکنون با یوری و عروسک مورده علاقه خود کورنلیا سفر می‌کند. کورنلیا قادر به پوشیدن لباس‌های جدیدی است که هر کدام به او قابلیت‌های عناصر متفاوتی می‌دهد. ژپتو دارای بیشترین قدرت جادو در بین افراد گروه است اما در ازای آن قدرت فیزیکی و دفاعی پایینی دارد.
- بلانکا (به انگلیسی: Blanca) یک گرگ سفید که توسط جین بزرگ شده بود و به همراه یوری از روستا مراقبت می‌کرد. او بسیار باهوش و وفادار بود. بعد از کشته شدن جین توسط دانشمندان گلادیو[پانویس ۱۰] به یوری ملحق شد. بلانکا با گرگ‌هایی در سرتاسر دنیا روبرو می‌شد و می‌توانست با آن‌ها در مسابقات گرگ‌ها مبارزه کند و مهارت‌های آشکارسازی[پانویس ۱۱] خود را بالا ببرد. بلانکا همانند کرین، قدرتی یکسان بین نیروی فیزیکی و جادویی داشت و از پتانسیل بالایی در سرعت برخوردار بود.
- یواخیم ولنتاین (به انگلیسی: Joachim Valentine) او هم یک خون‌آشام و هم کشتی کج کار حرفه‌ای بود که خود را فدای برقراری عدالت و یاری به مستضعفان و بی‌دفاعان در جامعه می‌کرد. او محافظ روستای فرانسوی لی هاوره[پانویس ۱۲] بود. یواخیم دارای بالاترین آسیب فیزیکی (حتی فراتر از یوری) است، اما دارای سرعت کم، دفاع جادوی ضعیف و تغییر شکل‌های تصادفی می‌باشد. همچنین او قادر به مجهز شدن به پنج نقطه ضربه است.
- لوسیا (به انگلیسی: Lucia) یک پیشگوی زیبا اهل فلورانس است. او از کودکی به عنوان یک رقاص و غیبگو تربیت شده بود. او با زیبایی و شیوهٔ بیان منحصربه‌فرد خود مردها را به سوی خود جلب می‌کرد. توانایی استفاده از کارت‌های تاروت او پر مخاطره است درحالی که قابلیت حمایت عطر درمانی‌اش فوق‌العاده کاربردی است.
- پرنسس آناستازیا رومانوا (به انگلیسی: Princess Anastasia Romanov) چهارمین دختر نیکلای دوم و چهارمین پرنسس رومانوا داینستی.[پانویس ۱۳] آناستازیا در میان خانواده تنها کسی بود که به گریگوری راسپوتین، مشاور پدرش مشکوک بود. او تصمیم داشت روسیه، سرزمین مادری خود را نجات دهد. آناستازیا قابلیت گرفتن عکس از دشمنان را داشت که به او اجازه دیدن اطلاعات دربارهٔ دشمنان و در برخی موارد قابلیت‌های آن‌ها را به او می‌داد.
- کوراندو اینوگامی (به انگلیسی: Kurando Inugami) با وجود چهرهٔ پسرانهٔ خود، او استاد شمشیرزنی از مدرسه موگایریو[پانویس ۱۴] بود. در بازی گفته می‌شود ساکی اینوگامی، مادر کوراندو، خواهر پدر یوری است و این بدین معنیست که کوراندو پسر عمه یوری است. او همانند یوری قادر به تغییر شکل و تبدیل به حالت شیطانی بود. کوراندو دارای دو شکل تسوکویومی و شوتن-دوجی بود.[۱]

## بازتاب‌ها
| گردآورنده  | امتیاز |
| ---------- | ------ |
| گیم‌رنکینگز | ۸۵٫۹۳٪ |
| متاکریتیک  | ۸۵/۱۰۰ |

| ناشر                    | امتیاز      |
| ----------------------- | ----------- |
| وان‌آپ.کام               | ۷/۱۰        |
| الکترونیک گیمینگ مانثلی | ۷٫۶۷/۱۰     |
| یوروگیمر                | ۷/۱۰        |
| گیم اینفورمر            | ۸/۱۰        |
| گیم‌پرو                  | 4.5/5 ستاره |
| گیم رولیشن              | B           |
| گیم‌اسپات                | ۸٫۶/۱۰      |
| گیم‌اسپای                | [ ۴ ]       |
| آی‌جی‌ان                  | ۹٫۱/۱۰      |

این بازی در وبگاه آی‌جی‌ان برای داشتن سیستم مبارزه‌ای جدید، کیفیت بالای گرافیک و موسیقی، داستان قوی، طراحی بی‌نظیر شخصیت‌ها و اجسام به عنوان بهترین بازی نقش‌آفرینی کنسول پلی‌استیشن ۲ در سال ۲۰۰۴ انتخاب شد و به آن نمره ۹٫۱ از ۱۰ را اهدا کرد. گیم‌اسپات به آن ۸٫۶ از ۱۰ داد و تأکید کرد سایه قلب‌ها: پیمان بازی بزرگی است و هرکس که طرفدار سبک نقش‌آفرینی باشد از آن لذت خواهد برد. این بازی با جمع کل امتیاز ۸۵٫۹۳٪ و ۸۵ از ۱۰۰، به ترتیب در وبگاه‌های گیم‌رنکینگز و متاکریتیک قرار دارد.

## معادل‌های انگلیسی
1. ↑  Judgment Ring
2. ↑  Hit Area Expand
3. ↑  Strike Expand
4. ↑  Sapientes Gladio
5. ↑  Godslayer
6. ↑  Alice Elliot
7. ↑  Domremy
8. ↑  Holy Mistletoe
9. ↑  Sanity Points
10. ↑  Sapientes Gladio
11. ↑  Manifestation skills
12. ↑  Le Havre
13. ↑  Romanov dynasty
14. ↑  Mugairyu